# Municipio de Bay (Ohio)
El municipio de Bay (en inglés: Bay Township) es un municipio ubicado en el condado de Ottawa en el estado estadounidense de Ohio. En el año 2010 tenía una población de 1458 habitantes y una densidad poblacional de 25,77 personas por km².

## Geografía
El municipio de Bay se encuentra ubicado en las coordenadas 41°29′1″N 83°0′59″O / 41.48361, -83.01639. Según la Oficina del Censo de los Estados Unidos, el municipio tiene una superficie total de 56.58 km², de la cual 41,83 km² corresponden a tierra firme y (26,07 %) 14,75 km² es agua.

## Demografía
Según el censo de 2010, había 1458 personas residiendo en el municipio de Bay. La densidad de población era de 25,77 hab./km². De los 1458 habitantes, el municipio de Bay estaba compuesto por el 94,17 % blancos, el 2,61 % eran afroamericanos, el 0,07 % eran amerindios, el 0,07 % eran asiáticos, el 0,48 % eran de otras razas y el 2,61 % eran de una mezcla de razas. Del total de la población el 4,94 % eran hispanos o latinos de cualquier raza.